# Il gatto mammone
Il gatto mammone è un film del 1975 diretto da Nando Cicero.

## Trama
Il siciliano Lollo Mascalucia, piccolo industriale pastaio sposato con Rosalia da sette anni, finge con i compaesani di non volere figli, nascondendo con vari stratagemmi la presunta sterilità della moglie. Lollo però, dopo la morte dello zio e rimasto l'unico Mascalucia della famiglia, ormai disperato, riprende l'idea di diventare padre. D'accordo con la moglie, ricorre dunque a Marietta, una ragazza madre, convinta a procreargli un erede. Ma il figlio, malgrado gli sforzi profusi, non arriva nemmeno con la giovane e, a un controllo medico, Lollo scopre che è proprio lui a essere sterile. Sarà allora Rosalia, ricorrendo a un "sostituto" del marito, a dargli finalmente il sospirato figliolo.